# U-602
Unterseeboot 602 foi um submarino alemão do Tipo VIIC, pertencente a Kriegsmarine que atuou durante a Segunda Guerra Mundial.

## Comandantes
| Comandante             | Data                                         |
| ---------------------- | -------------------------------------------- |
| Kptlt. Philipp Schüler | 29 de dezembro de 1941 - 19 de abril de 1943 |

## Subordinação
Durante o seu tempo de serviço, esteve subordinado às seguintes flotilhas:
| Período                                         | Flotilha                                   |
| ----------------------------------------------- | ------------------------------------------ |
| 29 de dezembro de 1941 - 30 de setembro de 1942 | 5. Unterseebootsflottille (treinamento)    |
| 1 de outubro de 1942 - 31 de dezembro de 1942   | 7. Unterseebootsflottille (serviço ativo)  |
| 1 de janeiro de 1943 - 19 de abril de 1943      | 29. Unterseebootsflottille (serviço ativo) |

## Operações conjuntas de ataque
O U-602 participou das seguinte operações de ataque combinado durante a sua carreira:
- Rudeltaktik Panther (6 de outubro de 1942 - 16 de outubro de 1942)
- Rudeltaktik Puma (16 de outubro de 1942 - 29 de outubro de 1942)